# Jardín de San Francisco (León)
El jardín de San Francisco está situado en la zona central de la ciudad de León siendo el espacio verde más antiguo de la ciudad. El jardín se encuentra delimitado por las calles Corredera, Marqueses de San Isidro y Plaza de San Francisco

## Historia
En 1818, los monjes benitos ceden la parcela sobre la que se sitúa el actual jardín a la Sociedad de Amigos del País. La parcela, llamada el campo de San Francisco por situarse frente a la iglesia y convento del mismo nombre, se convierte por iniciativa de la sociedad en el primer parque público de la ciudad además de ser un campo de experimentación agrícola. A partir de 1835 todo el jardín se convertirá en parque público tras abandonar la zona experimental agrícola del mismo. Desde la década de 1840 es el ayuntamiento de León quien se hace cargo del jardín. 
En 1948 se coloca su elemento más significativo, la fuente de Neptuno, procedente de la Plaza Mayor. En 1981 se realiza la última gran intervención con la creación entre otros de la verja actual y la colocación de una estatua en honor a San Francisco de Asis.
En los últimos años el jardín sirve como escenario de una feria gastronómica durante las fiestas de San Juan y San Pedro a finales de junio y en las fiestas de San Froilán a principios de octubre.

## Fuente de Neptuno
Situada en la rotonda central del jardín, fue realizada durante los últimos años del siglo XVIII y perteneciente a un conjunto de fuentes realizadas para la mejora urbana durante los reinados de Carlos III  y Carlos IV  junto a otras como las fuentes de las plazas de San Marcelo, San Isidoro, del Grano y la fuente de San Martín en la calle Plegarias
La fuente de Neptuno se realizó originariamente para la plaza de Regla frente a la Catedral de León finalizando su construcción en 1789 bajo el reinado de Carlos IV tal y como aparece en su inscripción. En 1913 es retirada de la plaza de la catedral y almacenada durante 18 años hasta 1931 cuando se coloca en la plaza mayor. La fuente permanecerá en la plaza durante 17 años hasta que en 1948 es trasladada de nuevo hasta su ubicación actual en el centro del jardín de San Francisco.
El dios Neptuno  aparece como la gran figura del conjunto escultórico, bajo él un delfín. En la parte inferior aparecen tres tritones ofreciendo gansos a Neptuno. La obra es obra de Mariano Salvatierra (Neptuno) y Felix Cusac (tritones) . La fontanería es obra de Isidro Cruela como la mayoría de las fuentes de este periodo.
La fuente fue restaurada en el 2019.

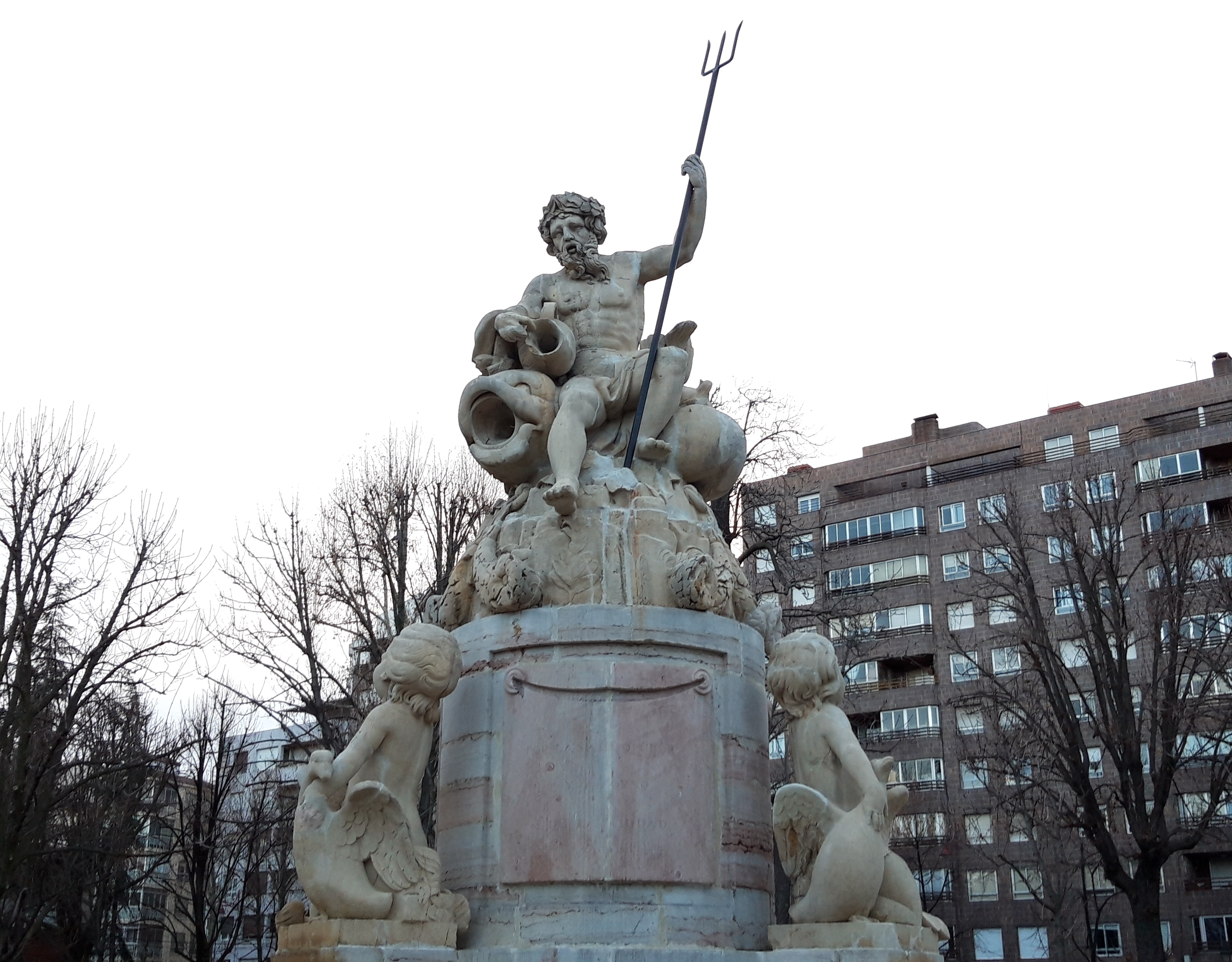
Fuente de Neptuno

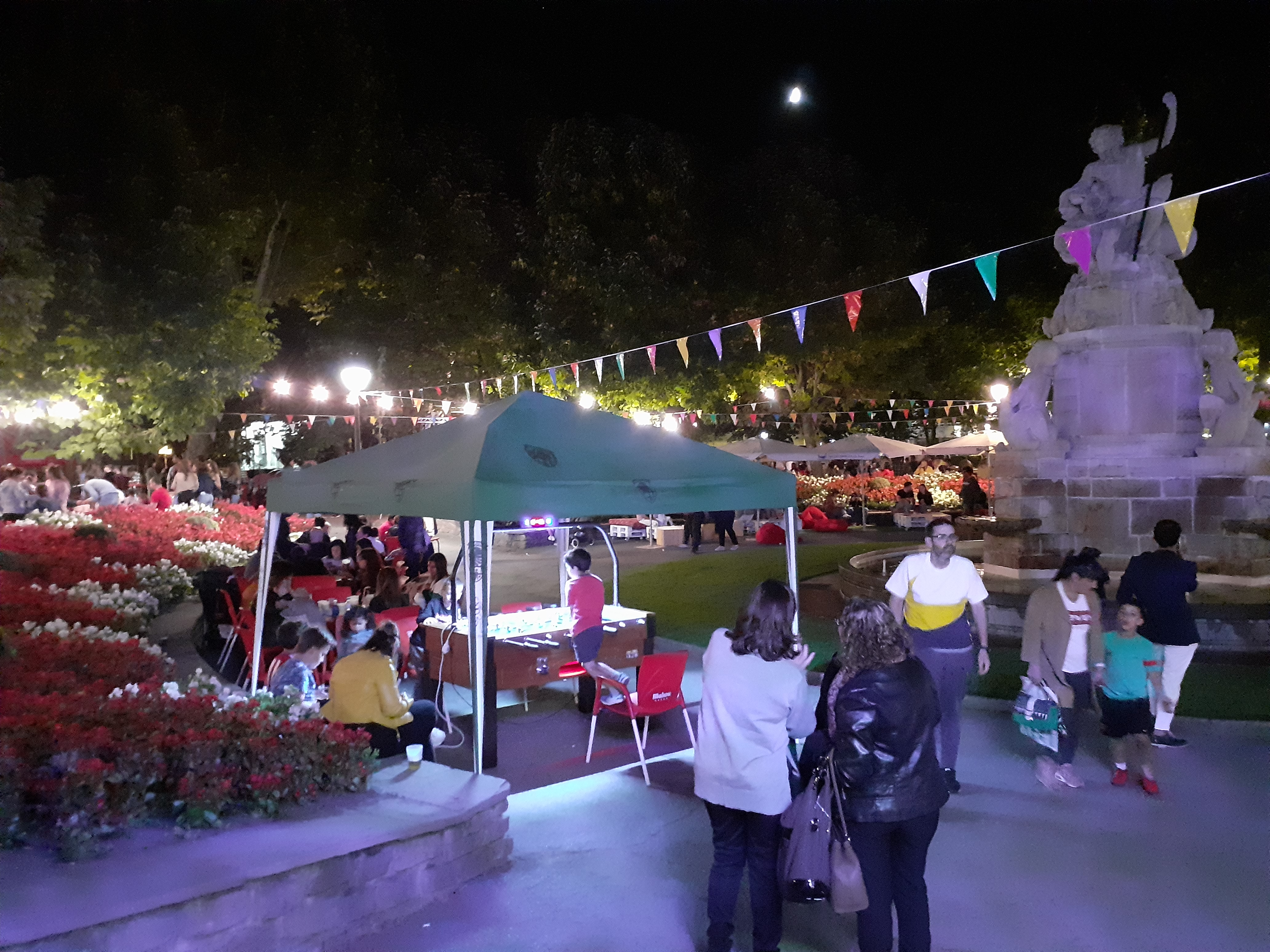
Fiestas de San Froilán